# Sindicato Malone
Sindicato Malone fue un grupo pop español de la época de la movida madrileña. Surgió inicialmente como un proyecto de Alberto Haro, del grupo Glutamato Ye-Yé, junto con los que formaron parte de las «hornadas irritantes». Destacó por el desenfado y la ironía de que hacían gala en las letras de sus canciones.
El grupo estaba formado básicamente por Luis Jovellar (cantante), Fernando Caballero y Alberto Haro Ibars. Con el EP "Sólo por robar" (1982) consiguen entrar en "Los 40 principales". Después editaron un sencillo, otro EP y el LP Antes morir que perder la vida, con una cara mística y otra lúdica, antes de desaparecer.

## Discografía
- Sólo por robar (Goldstein Gold, 1982): EP con tres temas.
- El millonario (Goldstein Gold, 1983): sencillo.
- Piña colada (DRO, 1985): maxisencillo con tres temas.
- Antes morir que perder la vida (DRO, 1986): LP, 12 cortes.